# Regió de Merseburg
La Regió de Merseburg (en alemany: Regierungsbezirk Merseburg) va ser una regió administrativa (Regierungsbezirk), juntament amb la regió d'Erfurt i la de Magdeburg, de la província de Saxònia, a Prússia. Va ser fundada el 22 d'abril de 1816 i va desaparèixer el 1944 de facto i oficialment el 1945. La seva capital era la ciutat de Merseburg.

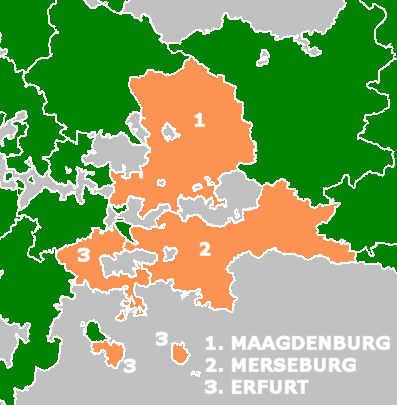
Regions de la Província de Saxònia al 1878

L'antiga regió de Merseburg cobreix l'actual estat federat de Saxònia-Anhalt.

## Història
Es va crear com a resultat del Congrés de Viena de 1815, quan el Regne de Saxònia, que estava aliat amb Napoleó, es va veure obligat a cedir una part considerable del seu territori a Prússia.
Va canviar diverses vegades les seves fronteres al llarg de la història i va existir fins a la divisió de la província de Saxònia l'1 de juliol de 1944. Va ser substituïda per la província de Halle-Merseburg. Posteriorment aquest territori passà a nou estat de Saxònia-Anhalt.